# Горошова (археологічна пам'ятка)
Горошова — комплекс археологічних пам'яток, розташований біля с. Горошова Борщівського району Тернопільської області в заплаві лівого берега Дністра. Становить кілька поселень 3-х археологічних культур. 
Високу частину тераси займало поселення скіфської доби (6–5 ст. до н. е.); тут знайдено залишки наземних жител з великою кількістю глиняного посуду та знарядь праці. 
На південь від нього розкопано поселення кінця 3–1 ст. до н. е. Тут знайдено напівземлянкові житла, господарські ями, надвірні вогнища, об'єкти культового призначення з залишками людських жертвоприношень. Наявність кельтських матеріалів, кераміки різних латенізованих культур Середньої та Східної Європи віддзеркалює складні процеси, в які було втягнуто населення периферії латенської культури.  Ця пам'ятка є свідченням переселення давніх племен, відомих за античними авторами як бастарни, або як скіри і галати, що стали складовою частиною племен поєнешті-лукашівської культури. 
Ще південніше розкопано слов'янське поселення 6–7 ст. На ньому виявлено напівземлянкові житла з печами-кам'янками, господарські ями, кераміку, знаряддя праці, бронзові фібули.